# Maragowdanahalli, Hunsur
Maragowdanahalli là một làng thuộc tehsil Hunsur, huyện Mysore, bang Karnataka, Ấn Độ.